# Universiteit van Amsterdam
Universiteit van Amsterdam (förkortat UvA) är det ena av två statliga universitet i Amsterdam i Nederländerna. Det andra universitetet är Vrije Universiteit Amsterdam (VU). Universitetets historia går tillbaka till 1632, då staden grundade sitt Athenæum Illustre med Casparus Barlaeus och Gerardus Joannis Vossius som berömda lärare. Idag är det ett av de mest internationella universiteten i Europa och har rankats bland de topp-100-rankade universiteten i världen av fem olika rankningar. Bland annat placerade sig UvA enligt QS Universitetsvärldsrankningen på plats 55 i världen, plats 14 i Europa, och plats 1 i Nederländerna 2022. Universitetet har 41 206 studenter, vilka är fördelade på sju fakulteter, samt 5 296 anställda med en budget på strax över 600 miljoner euro.

## Historia

### Athenæum Illustre (1632–1877)

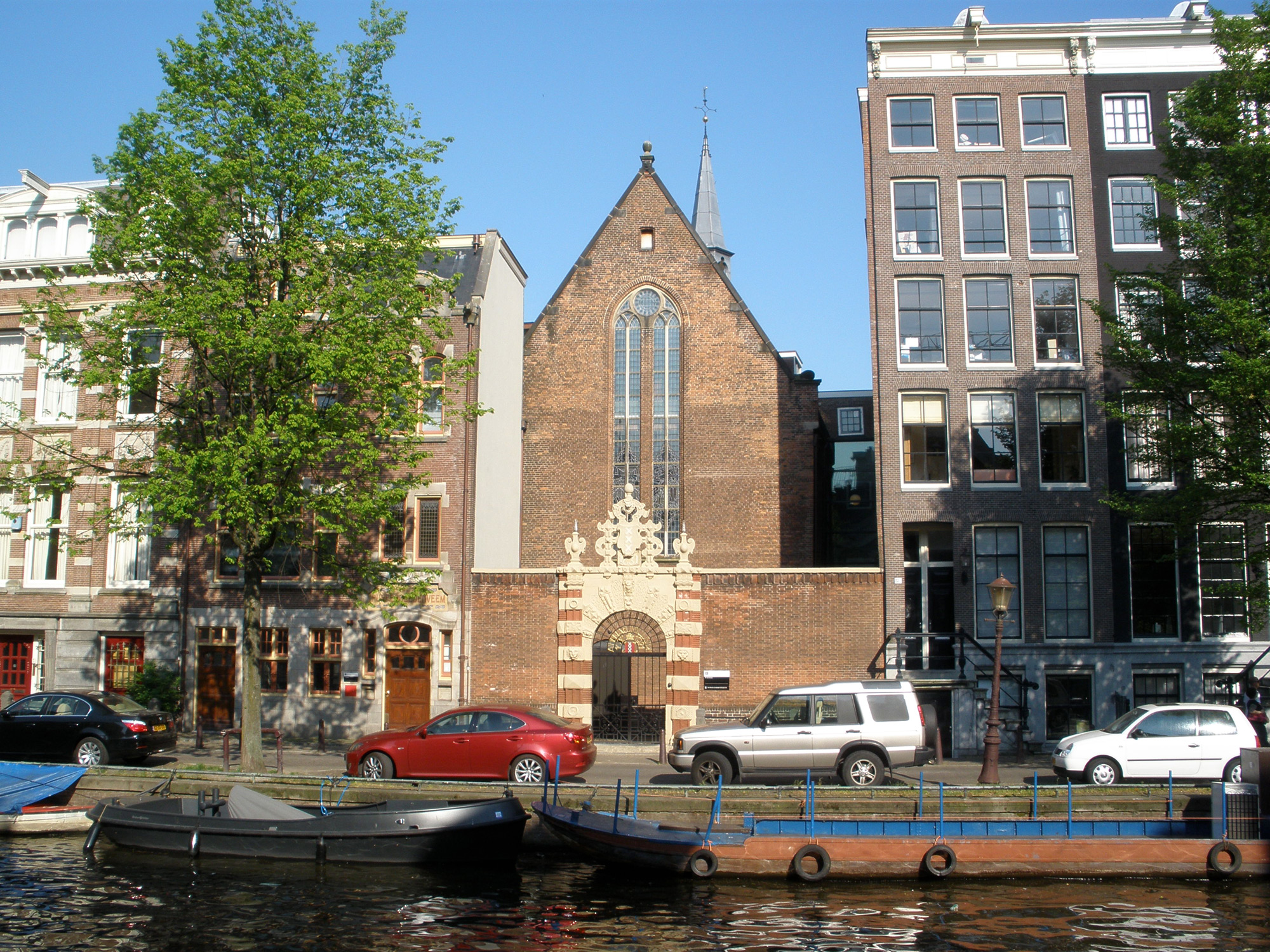
Agnieten-kapellet, där de första föreläsningarna hölls 1632.

Den 8 januari 1632 höll Gerardus Joannis Vossius, på det nyöppnade Athenæum Illustre, sin första föreläsning benämnd De historiae utilitate (sv. översättning: Om historiens användbarhet), och dagen därefter höll Casparus Barlaeus en föreläsning om den Den vise handlaren (latin: Mercator Sapiens). Vossius kom från Universitetet i Leiden där han hade blivit en välkänd forskare, vilket gjorde att staden, som hade önskat starta Athenæum Illustre, gjorde honom till den bäst betalde professorn i Nederländerna. Barlaeus var en framgångsrik föreläsare och poet; hans första föreläsning, som delvis var riktad mot staden, startade en god relation med staden, något som kommit att behållas under alla år. De två föreläsningarna hölls i Agnietenkapellet som ligger i centrala Amsterdam, och som ännu står kvar och fortsatt är en del av universitetets campus.
Under den största delen av Athenæum Illustre-perioden saknade universitetet rätten att utfärda doktorsexamen. Emellertid kunde studenter få ut examen på annan ort efter studier på Athenæum Illustre. Det var inte förrän 1815 som institutionen klassades som institut för högre utbildning.

### Kommunalt universitet (1877–1961)
Universiteit van Amsterdam blev till då Amsterdams kommun 1877 ändrade status på Athenæum Illustre till universitet och därmed ändrade det till sitt nuvarande namn. Under denna period utsågs professorerna av kommunfullmäktige i Amsterdam. Universitetet kunde då ge ut doktorsexamen, vilket ledde till ett ökat intresse och universitet lockade till sig många studenter. Bland annat kom flera vetenskapsmän till universitetet, av vilka några senare fick nobelpris.
Under tiden efter första världskriget (1918) såg universitetet stora expansioner med flera nya fakulteter, bland annat fakulteten för företagsekonomi (1922).

### Statligt universitet (1961–)

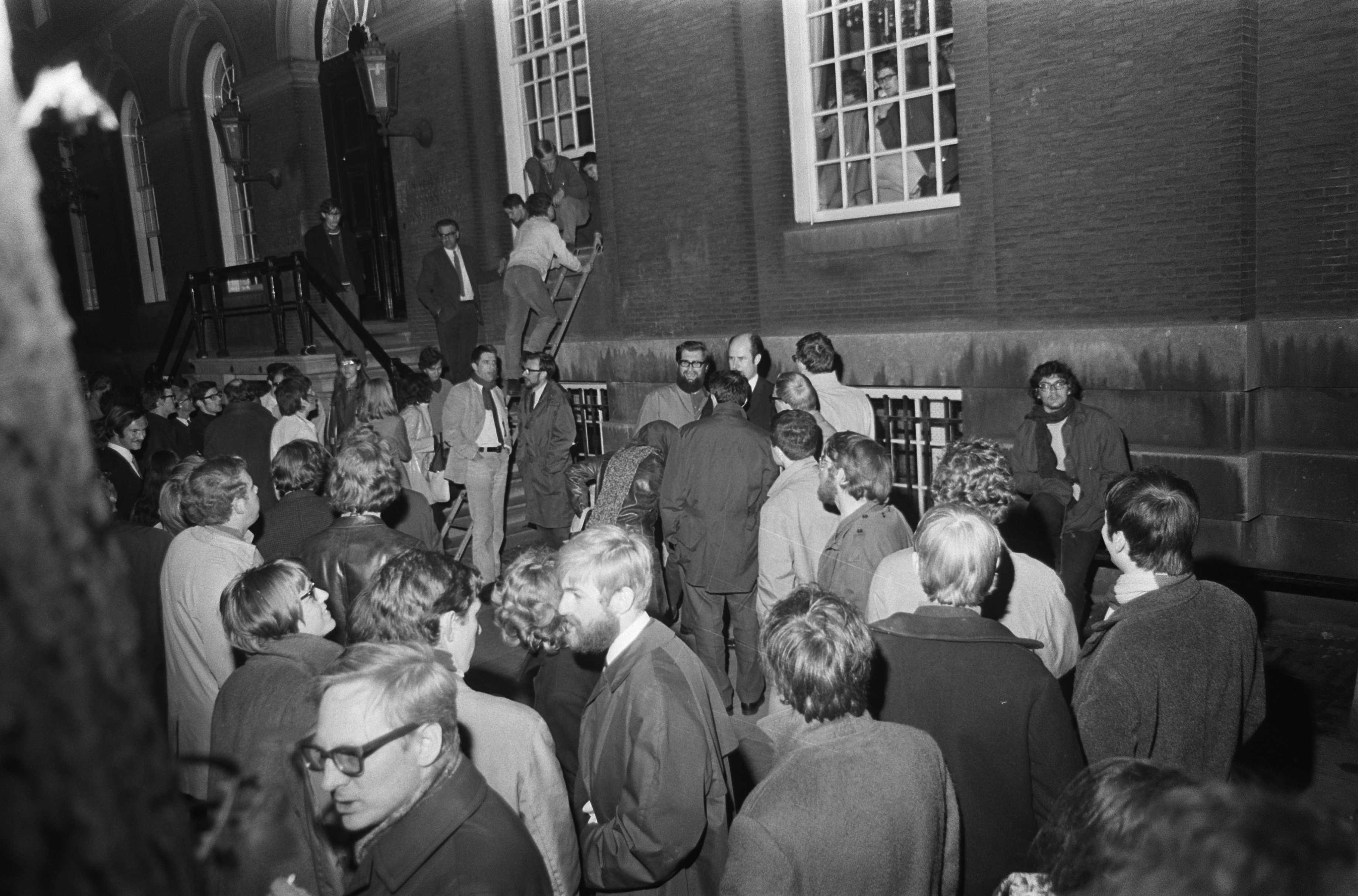
Förberedelse för studenternas ockupation av Maagdenhuis 1969.

1961 förändrades universitetet från att få huvudsakligt bidrag från kommunen till att till stora delar finansieras av staten. Man förändrade också processen för utnämning av professorer, som betydde att ett råd istället för kommunen hade ansvaret.

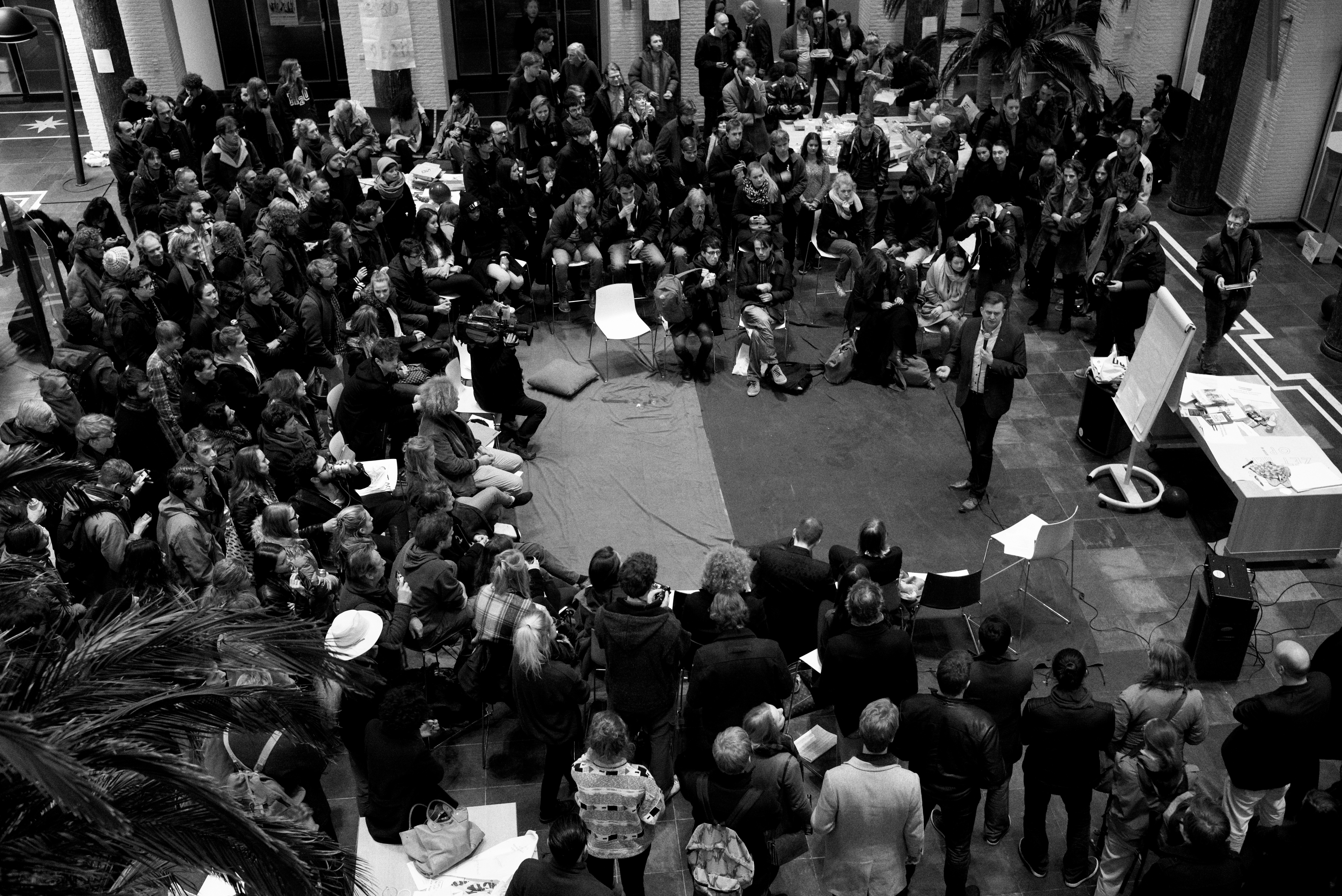
Möte i och med Maagdenhuis-ockupationen 2015.

Under maj 1969 skedde en ockupation av Maagdenhuis av en grupp studenter som krävde mer inflytande för studenter i universitetets arbete. Ockupationen tog våldsamt slut då polisen ingrep. 2015 skedde ytterligare en ockupation av dels Maagdenhuis, dels Bungehuis. Detta i och med universitetets planer från 2014 att två år senare skära ner i budgeten, något som särskilt skulle drabba fakulteten i humaniora. Den 13 februari 2015 ockuperade en grupp studenter och lärare Bungehuis, med en lista på sex krav. Några av kraven var: demokratiska val av universitetsrådet (liknande krav som vid 1969), fasta anställningar för fler anställda och annullering av de föreslagna nedskärningarna 2016. Den 24 februari 2015 skickades polisen in, och grep 46 studenter efter misslyckade förhandlingar mellan ockupanterna och universitetets ledning. Dagen efter, den 25 februari, samlades över 1000 studenter utanför Maagdenhuis för att protestera, vilket resulterade i att en grupp bröt sig in och ockuperade Maagdenhuis. Förhandlingar pågick, utan tillfredsställande resultat, till och med lördag den 11 april, då polisen gick in och forcerade ut ockupanterna, vilket resulterade i 9 anhållna, och en skadad polis.

## Organisation

### Fakulteter
Universitetet är uppdelat på sju fakulteter, med en varsin dekanus.

#### Humanistiska fakulteten
Den Humanistiska fakulteten är en konsekvens av sammanslagningen av fakulteterna för konst, filosofi, teologi och Humanistiska fakulteten 1997.
Fakulteten består nu av åtta institutioner: Akademiskt center för antikens studier och arkeologi, Filosofi, Historia – Europastudier och Religion, Konst och Kultur, Lingvistik, Medievetenskap, moderna språk, och nederländska studier. Varje institution styrs av en ordförande som har ansvar över HR, utbildning och forskning. Dekanus för den Humanistiska fakulteten är Marieke de Goede.

#### Samhällsvetenskapliga fakulteten
Den samhällsvetenskapliga fakulteten består av sju institutioner: Antropologi, utbildning, kommunikationsvetenskap, demografisk planering och utveckling, statsvetenskap, psykologi, och sociologi. Fakulteten är den största på universitetet med 10 700 studenter (2021). Flera av fakultetens institutioner rankas top 20 på QS Universitetsvärldsrankning (2022) av ämnen, där universitetets kommunikationsvetenskapsprogram är rankat etta i världen.

#### Juridiska fakulteten
Den Juridiska fakulteten (ibland eng: Amsterdam Law School) är en av de fem fakulteterna som uppkom 1877 då universitet fick promotionsrätt. Idag finns det tre institut under fakulteten: Amsterdam College of Law, Amsterdam Graduate School of Law, och PPLE College.

#### Ekonomiska fakulteten
Den Ekonomiska fakulteten (nl: Faculteit Economie en Bedrijfskunde, en: Faculty of Economic and Business) var den första nya fakulteten att grundas 1922 sedan 1877, då universitetet fick promotionsrätt. Fakulteten består av två institutioner: Amsterdam School of Economics (ASE) och Amsterdam Business School (ABS).

#### Naturvetenskapliga fakulteten
Den Naturvetenskapliga fakulteten består av nio institutioner: Astronomi, Information, Biologisk mångfald, Logik - Språk och Datorer, Fysik, Matematik, Livsvetenskap, Molekylärvetenskap, och Institut för Interdisciplinär utbildning. Delar av utbildningen sker i samarbete med syster universitetet Vrije Universiteit Amsterdam.

#### Medicinska fakulteten
Den Medicinska fakulteten (också: Amsterdam UMC) uppstod efter en sammanslagning av två akademiska sjukhus i Amsterdam 2018 och är ett samarbete med Vrije Universiteit Amsterdam, där Amsterdam UMC är den medicinska fakulteten på båda universiteten.

#### Odontologiska fakulteten
Den Odontologiska fakulteten (också nl: Academisch Centrum Tandheelkunde Amsterdam – ACTA) är också ett samarbete mellan Vrije Universiteit Amsterdam och Universitet van Amsterdam, efter en sammanslagning. Tre institutioner finns under fakulteten; institutionerna för utbildning, forskning, och sjukvård.

#### Amsterdam University College
Amsterdam University College är likväl ett samarbete med Vrije Universiteit Amsterdam där studenterna, på grundnivå, kan få en kandidatexamen i Liberal Arts.

#### Statistik
| Fakultet                         | Studenter | Studerande på grundnivå | Studerande på avancerad nivå | Akademiska Publikationer | Budget (miljoner euro) |
| -------------------------------- | --------- | ----------------------- | ---------------------------- | ------------------------ | ---------------------- |
| Humanistiska fakulteten          | 8 029     | 5 507                   | 2 522                        | 371                      | 98                     |
| Samhällsvetenskapliga fakulteten | 11 388    | 8 313                   | 3 075                        | 1 325                    | 138                    |
| Juridiska fakulteten             | 4 944     | 3 116                   | 1 828                        | 447                      | 54                     |
| Ekonomiska fakulteten            | 6 945     | 4 758                   | 2 187                        | 213                      | 82,9                   |
| Naturvetenskapliga fakulteten    | 7 387     | 4 147                   | 3 240                        | 1 785                    | 176,8                  |
| Medicinska fakulteten            | 2 390     | 1 340                   | 1 050                        | 5 882                    | 85,8                   |
| Odontologiska fakulteten         | 529       | 238                     | 291                          | 371                      | 25,1                   |
| Amsterdam University College     | 712       | 712                     | 0                            | 24*                      | 13,2                   |
| Totalt                           | 42 324    | 28 131                  | 14 193                       | 10 891                   | 673,8                  |

* Amsterdam University College är inte nödvändigtvis organisationen som publicerat artikeln. Statistiken är redovisad som other.

### Administration
Universitetet leds av en universitetsstyrelse som består av ordförande, rector magnificus, ekonomi- och verksamhetschef, samt en representant från studentkåren. Styrelsen utses av en annan oberoende, övervakande styrelse som väljs på en fyraårsperiod av det nederländska utbildningsdepartementet. Universitetet är uppdelat på sju fakulteter med en dekanus för varje fakultet som har som uppgift att hantera utbildning, forskning och HR. Totalt har universitetet en budget på runt 670 miljoner euro samt 5 496 anställda (2021).

#### UvA Ventures Holding BV
1992 startade universitetet holdingbolaget: UvA Ventures Holding BV för att kunna separera användningen av offentliga medel för utbildning och privata ändamål. Denna separation behövdes för att kunna utesluta olämplig användning av de offentliga medel som universitet får. Meningen med bolaget är att kunna hantera uppgifter som inte innefattar universitetets kärnuppgifter, men som trots allt är relaterade. Universitetet är ensamma ägare i bolaget, och äger alla eller en majoritet av dotterbolagen. Dotterbolagen är start ups som organiseras med relation till universitetet av studenter. Syftet är att universitetet ska kunna göra en exit, och sälja dotterbolagen med vinst.

#### ACTA
ACTA (nl: Academisch Centrum Tandheelkunde Amsterdam) är en del av den Odontologiska fakulteten. ACTA är företaget som hanterar fastigheten och redskapen för utbildningen, men fungerar också som en vanlig tandvårdscentral för vanliga patienter. Universitetet äger 55% av företaget, där resten ägs av Vrije Universiteit Amsterdam.

## Campus
Ända sedan starten 1632 har universitetet haft aktivitet i de centrala delarna av Amsterdam. Eftersom universitetet är ett stadsuniversitet finns inget central campus, utan universitetet är utspritt i staden. Tidigare ägde universitetet runt 85 byggnader i Amsterdam, medan den siffran idag ligger runt 65. De största delarna ligger fortfarande inom det som kan klassas som centrala Amsterdam, emellertid ligger campus för medicin och tandvård utanför.

### Centrum
Den största delen av administrationen sköts från centrumcampuset, det som ligger innanför kanal-ringen. Även stora delar av utbildning sker här.

#### University Quarter
University Quarter är de absolut mest centrala delarna av campuset. Här finns den största delen av universitetets historia, och det pågår för tillfället ett stort projekt, under namnet Strategic Master Plan, som arbetar för att utveckla och bevara historien som finns på dessa platser. Under de kommande åren, fram till och med 2025, pågår det stora tillbyggnationer och renoveringar i University Quarter.

##### Oudemanhuispoort
I centrala Amsterdam finns denna del av campuset, som är säte för den humanistiska fakulteten och tidigare den juridiska. Byggnaden har anor från 1601 då det började byggas för att verka som ålderdomshem åt fattiga. 1827 började man planera för att göra om ålderdomshemmet till något som var anpassat till utbildning. Det var dock inte förrän 1880 som universitetet tog över byggnaden. Byggnaden har renoverats flera gånger, och det pågår för tillfället en renovering av bland annat en av de första föreläsningssalarna och en tillbyggnad av ett nytt universitetsbibliotek i närheten av Oudemanhuispoort. Idag finns det föreläsningssalar, seminariesalar, och studieplatser här.

##### P.C. Hoofthuis
Också i Amsterdam finns P.C. Hoofthuis som fått sitt namn efter poeten, historiken, och dramatikern Pieter Corneliszoon Hooft (1581–1647) som hade sitt barndomshem på den plats där denna del av campus är byggt. Byggnaden är byggd 1874 och blev en del av universitetets campus 1979. I P.C. Hoofthuis finns idag föreläsningssalar, kontor, studieplatser, och ett bibliotek.

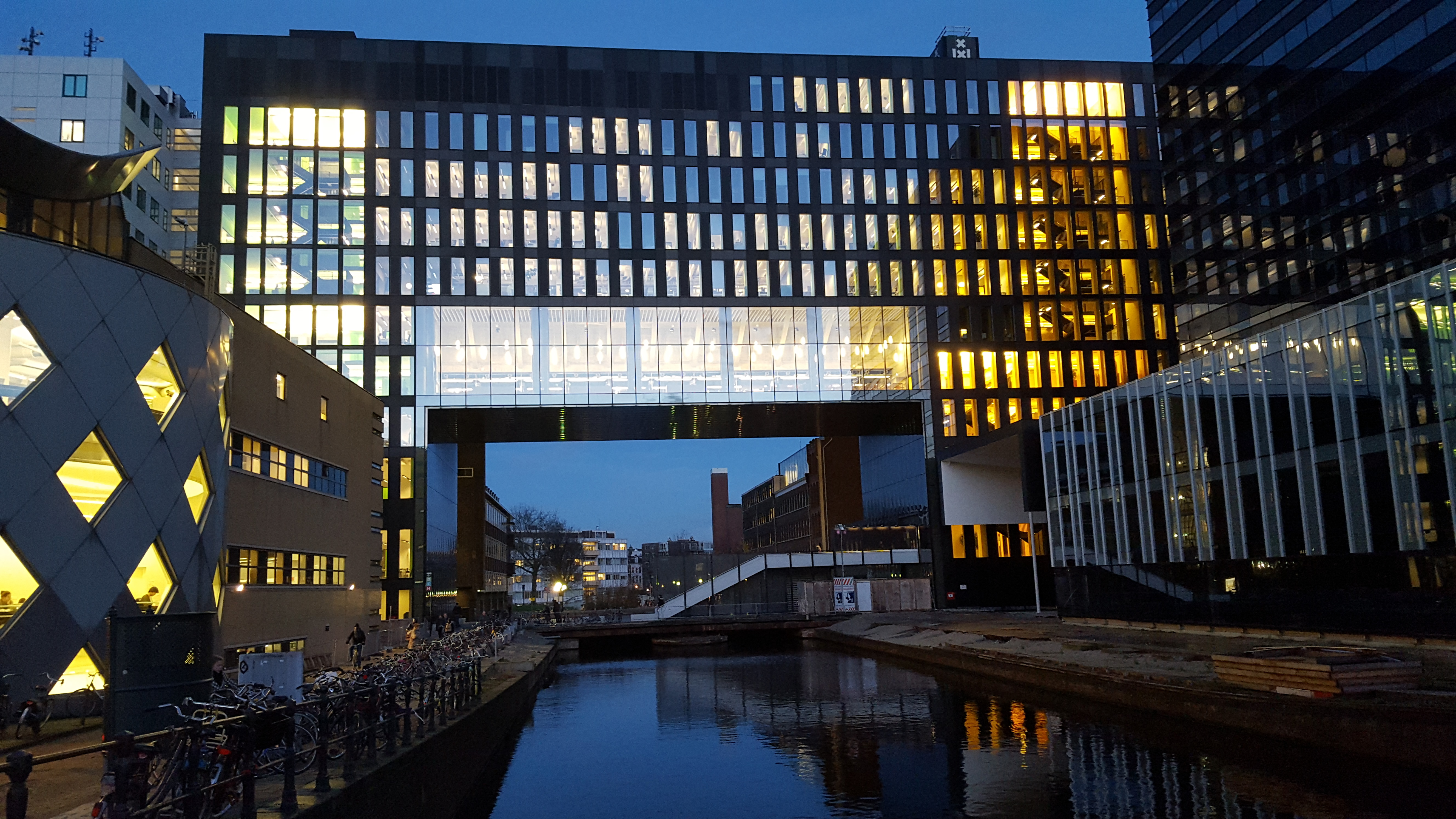
Roeterseiland med De Brug som korsar kanalen efter ombyggnationen 2011.

#### Roeterseiland
Roeterseiland, vilket är både namnet på campuset och ön, är uppkallad efter Hendrik Roeters (1617–1699) som var en stadsguvernör och tidigare ägde ön. Campuset är ett av universitetets största och består av ungefär 15 byggnader. Här finns fakulteterna för ekonomi, samhällsvetenskap, juridik. På campuset hittar man föreläsningssalar, kontor, seminariesalar, restauranger, butiker, och studieplatser. På Roeterseiland återfinns den enda byggnad, som inte är en bro, som korsar en kanal i Amsterdam, vilken kallas De Brug.[källa behövs]

### Utanför centrum
Även om stora delar av universitetet är beläget i de mer centrala delarna av Amsterdam, så finns det fortfarande en del av campuset som ligger en bit utanför. Det är i huvudsak den naturvetenskapliga, medicinska och odontologiska fakulteten som är belägen utanför centrum, i och med kraven på utrymme som krävs för utbildningen. Alla delar av campuset tillhör, emellertid, Amsterdam kommun.

#### Science Park
Historien om marken som Science Park ligger på går tillbaka till 1600-talet då marken var täckt av vatten. Efter att man lyckats få bort vattnet från marken började man odla på den, men under 1900-talet byggde man Institutet för Kärnfysikforsking på marken. Strax därefter flyttade Fakulteten för Biologi till platsen. Runt 2000 slog man ihop flera fakulteter, däribland Fakulteten för Biologi, till den Naturvetenskapliga Fakulteten och det bestämdes att fakulteten skulle flyttas till Science Park, vilket krävde en stor tillbyggnad, som stod klar 2010. I Science Park hittar man föreläsningssalar, seminariesalar, kontor, laboratorier, teleskop, idrottshallar, och restauranger.

#### Academic Medical Center
En bit utanför Amsterdam i den sydöstra stadsdelen Gaasperdam ligger Academic Medical Center (ACM), där den Medicinska fakulteten håller till.

## Personer
Ett urval av alumner, professorer och anda personer som har koppling till universitetet.

### Nobelpris vinnare
- Jacobus Henricus van 't Hoff – Tilldelades första Nobelpriset i kemi 1901, professor.[30]
- Pieter Zeeman – Nobelpriset i fysik 1902, professor.
- Johannes Diderik van der Waals – Nobelpriset i fysik 1910, professor
- Tobias Asser – Nobels fredspris 1911, professor[31]
- Christiaan Eijkman – Nobelpriset i medicin 1929, alumn.[32]
- Frits Zernike – Nobelpriset i fysik 1953, professor.

### Alumner (urval)
- Alec Jeffreys – Genetiskt fingeravtryck
- M.A Mendes de Leon – Gynekologi
- Anton Pannekoek – Astronom och Marxistteoretiker
- Erik Verlinde – Strängteori och vinnare av Spinozapriset 2011
- André Kuipers – Astronaut
- Pieter Cort van der Linden – Nederländsk premiärminister (1897–1901)
- Joop den Uyl – Nederländsk premiärminister (1973–1977)
- Charles Michel – Belgisk premiärminister (2014–2019) och Europeiska rådets ordförande (2019–)
- Wilm Duisenberg – Nederländsk finansminister (1973–1977), centralbankchef i Nederländerna (1982–1997) och chef för Europeiska centralbanken (1998–2003)
- Joseph Luns – Nederländsk utrikesminister (1952–1971) och NATO:s-generalsekreterare (1971–1984)
- Leona Marlin-Romeo – Sint Maartens premiärminister (2018–2019)
- Michael W. King – Emmy Award vinnare 1999, 2002, 2010
- Max Euwe – Världsmästare i Schack (1935–1937)

## Bilder

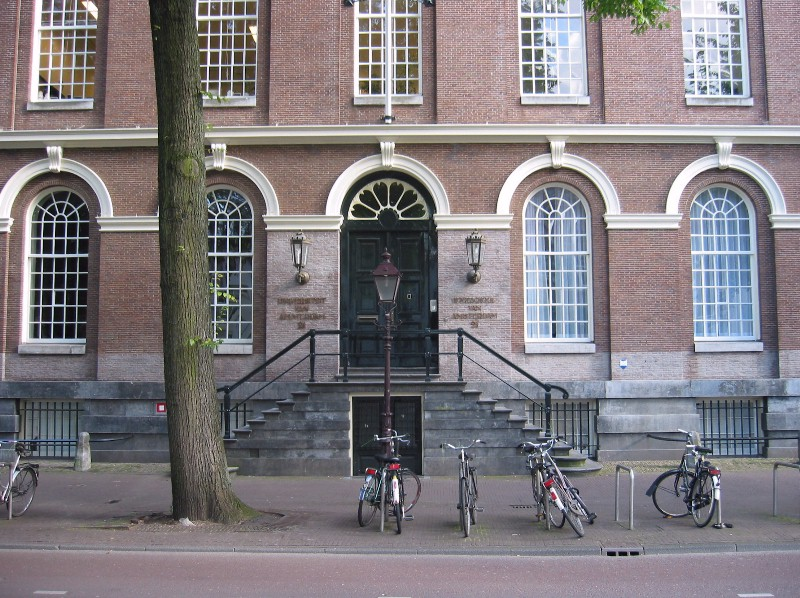
Maagdenhuis, huvudbyggnaden vid Spui
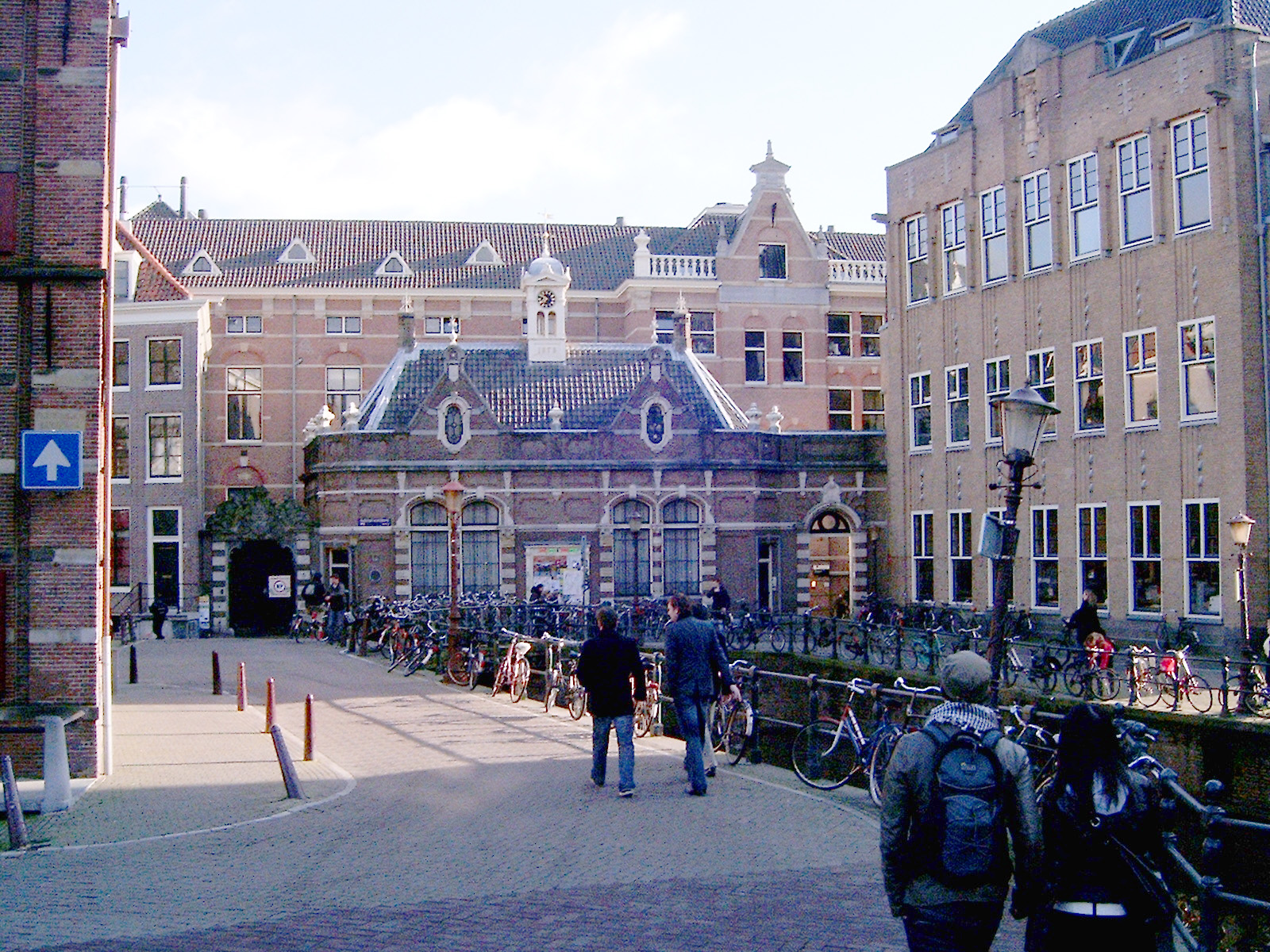
Mensa (Grimburgwal)
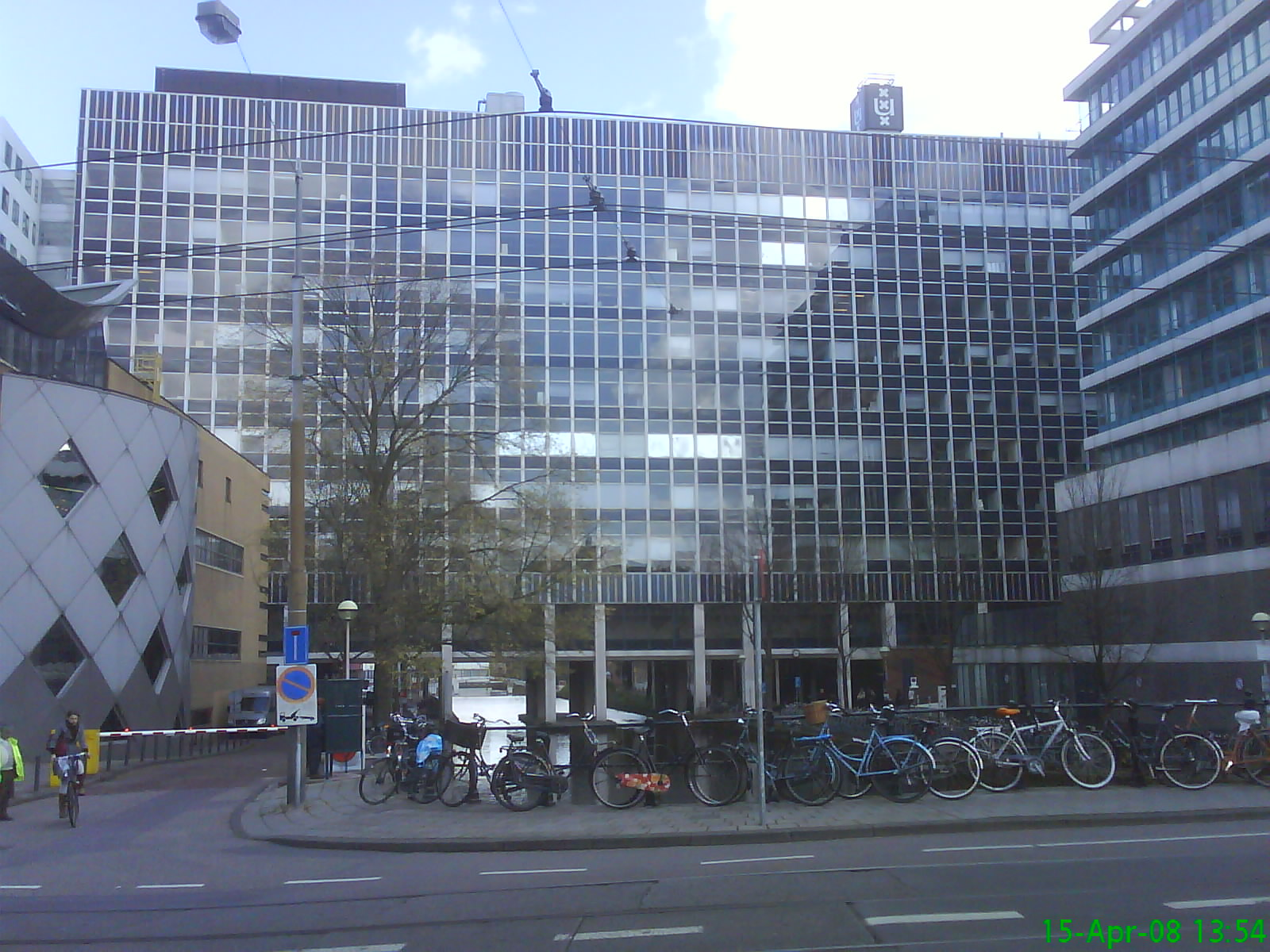
Roeterseiland, delar som sedan demolerades år 2011
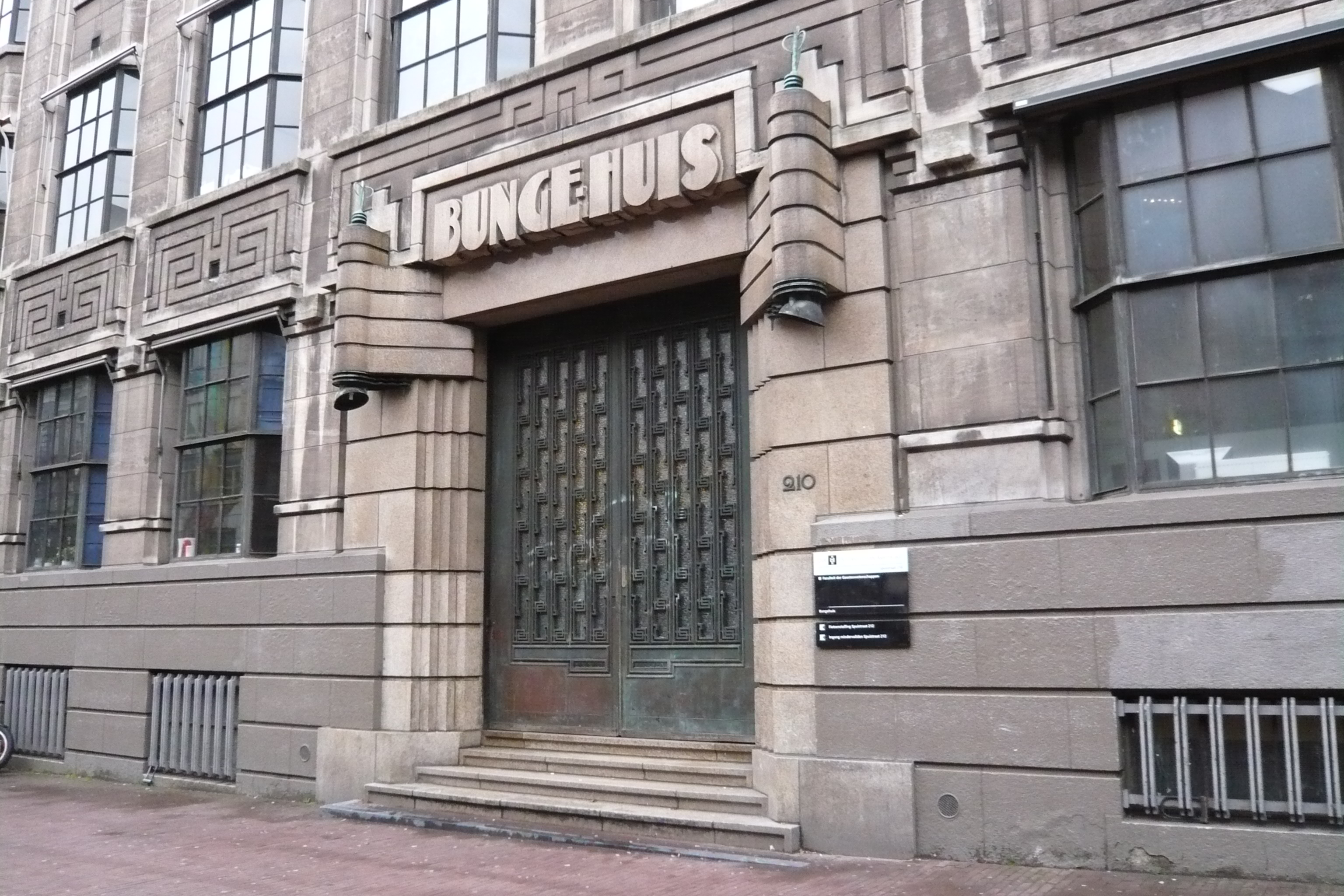
Bungehuis innan det såldes till en privat aktör under 2016.
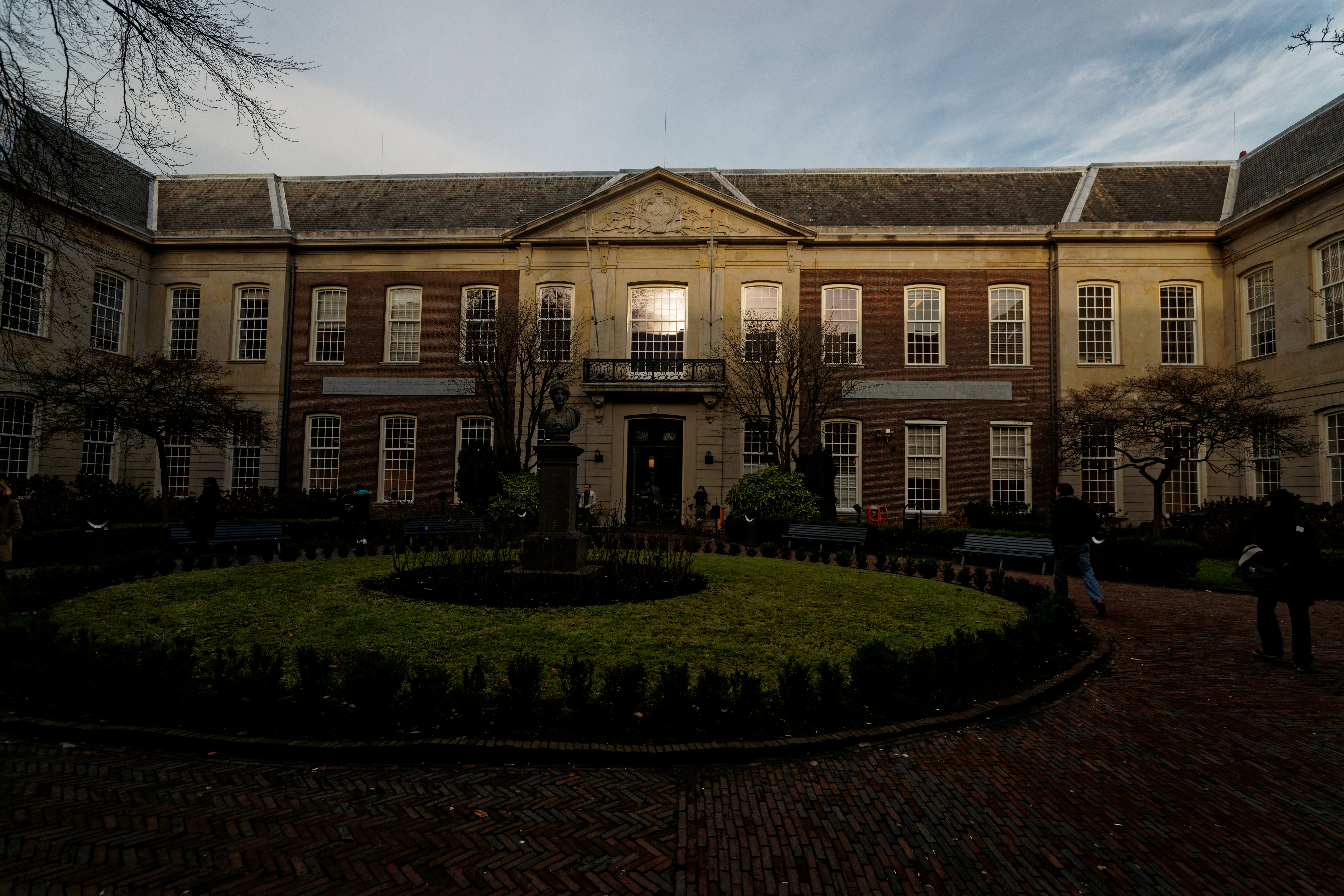
Oudemanhuispoort, beläget i centrala Amsterdam. Här finns föreläsningssalar och seminariesalar.
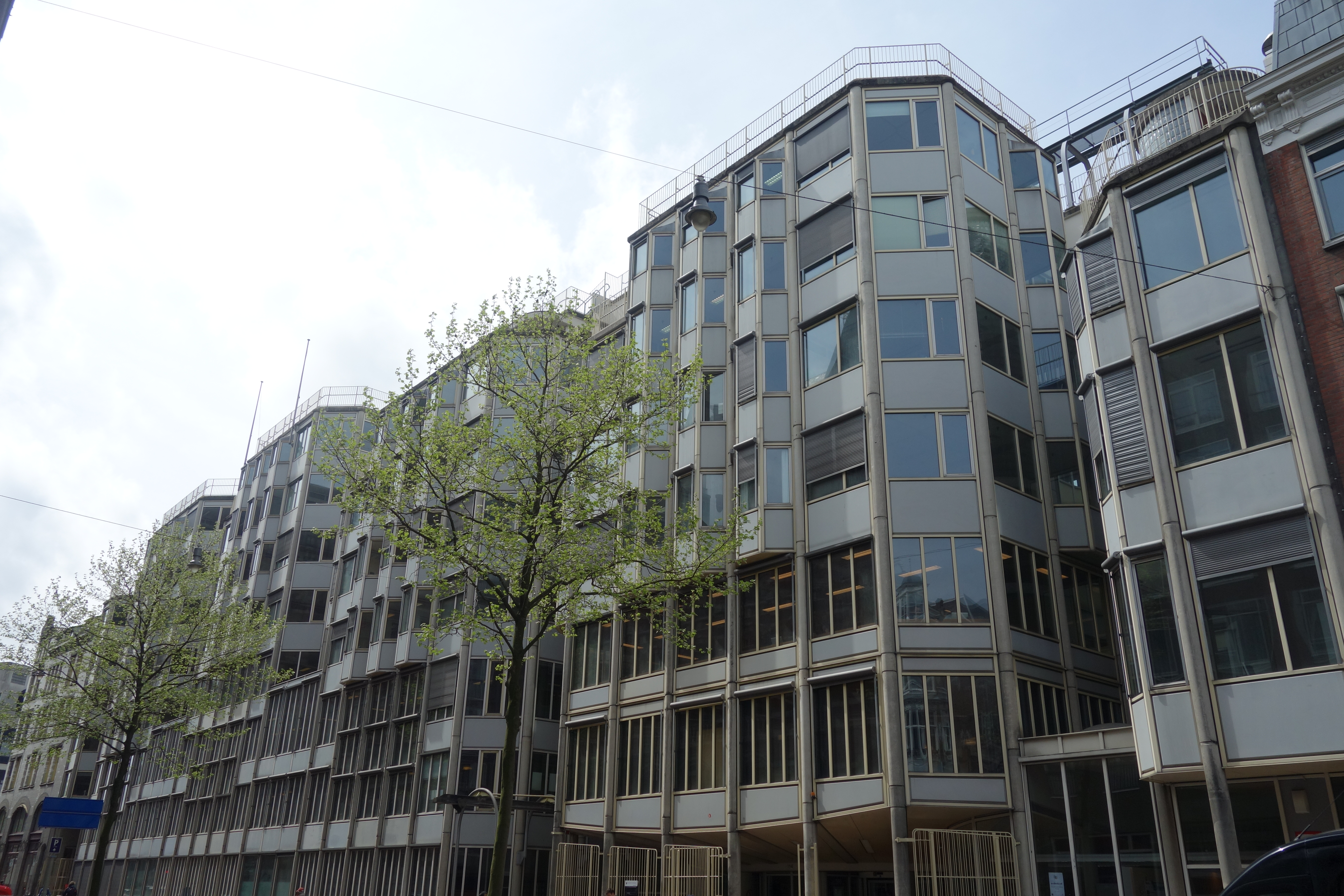
P.C. Hoofhuis
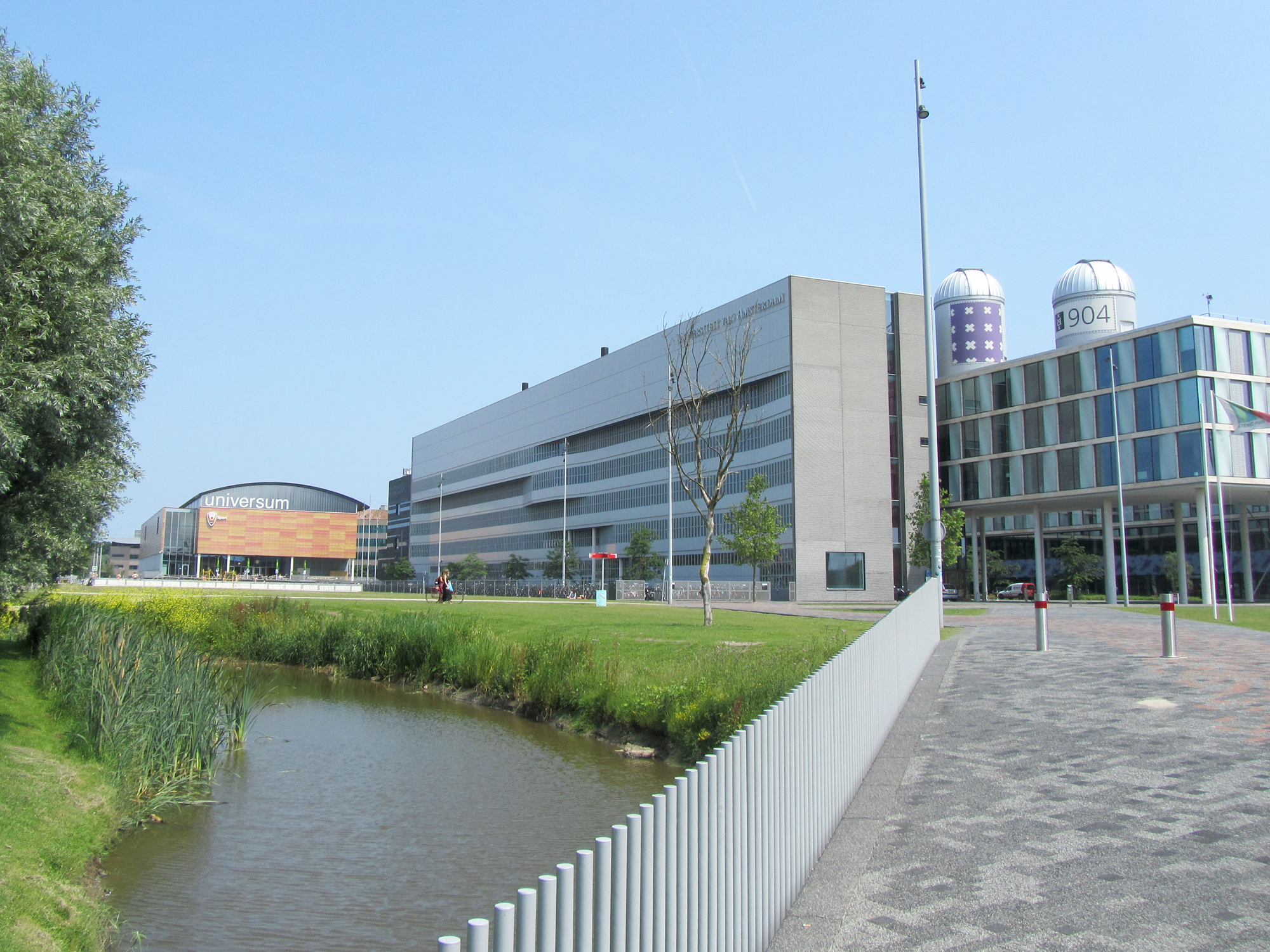
Science Park Amsterdam
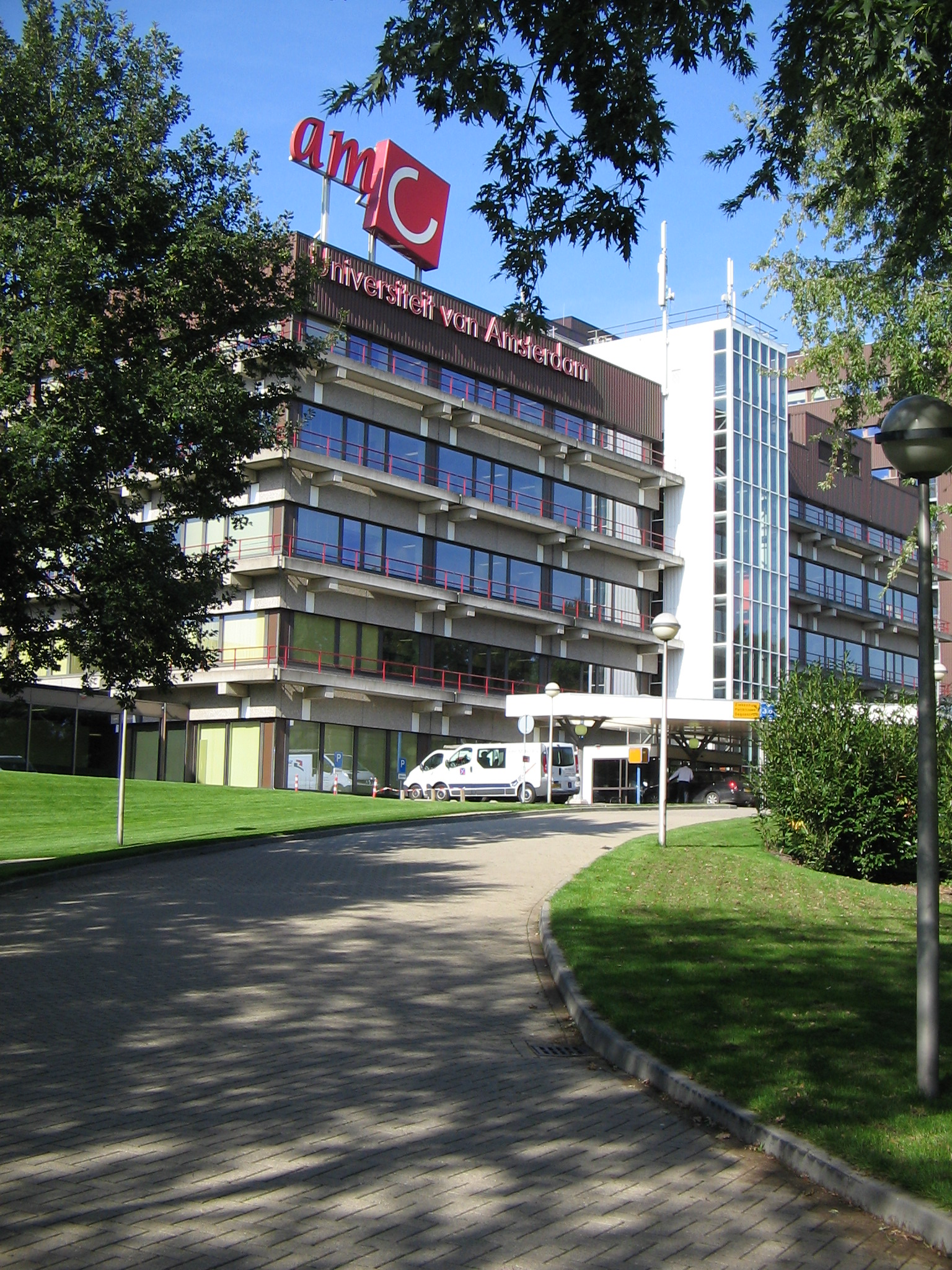
Academic Medical Center (AMC)